# Нушфалеу
Нушфалеу (рум. Nușfalău) — село у повіті Селаж в Румунії. Адміністративний центр комуни Нушфалеу.
Село розташоване на відстані 404 км на північний захід від Бухареста, 25 км на захід від Залеу, 82 км на північний захід від Клуж-Напоки.

## Населення
За даними перепису населення 2002 року у селі проживали 3259 осіб.
Національний склад населення села:
| Національність | Кількість осіб | Відсоток |
| -------------- | -------------- | -------- |
| угорці         | 2347           | 72,0%    |
| цигани         | 440            | 13,5%    |
| румуни         | 431            | 13,2%    |
| словаки        | 35             | 1,1%     |

Рідною мовою назвали:
| Мова      | Кількість осіб | Відсоток |
| --------- | -------------- | -------- |
| угорська  | 2354           | 72,2%    |
| циганська | 440            | 13,5%    |
| румунська | 423            | 13,0%    |
| словацька | 35             | 1,1%     |